# بنزوفينون
بنزوفينون هو مركب كيميائي عضوي من مجموعة الكيتونات العطرية، له الصيغة الكيميائية C6H5)2CO)، ويكون على شكل صلب بلوري أبيض اللون.

## التحضير
يمكن تحضير مركب بنزوفينون إما من تفاعل البنزين مع رباعي كلورو الميثان، ثم بإجراء تفاعل حلمهة لمركب كلوريد البنزال الناتج؛ أو من تفاعل أسيلة فريدل-كرافتس لمركب كلوريد البنزويل بوجود حمض لويس مثل كلوريد الألومنيوم.
كما يمكن أن يتم التحضير من أكسدة ثنائي فينيل الميثان بأكسجين الهواء على حفاز من النحاس.

## الخواص
يوجد بنزوفينون في الشروط القياسية من الضغط ودرجة الحرارة على شكل صلب أبيض اللون، لا يذوب في الماء، لكنه يذوب في ثنائي إيثيل الإيثر والإيثانول والكلوروفورم.

## الاستخدامات
يستخدم مركب كبادئ ضوئي Photoinitiator في التطبيقات الطباعية التي تستخدم أشعة أشعة فوق البنفسجية مثل الأحبار والتصوير، وغيرها.